# Gamasellus caucasicus
Gamasellus caucasicus är en spindeldjursart som beskrevs av Bregetova och N.A. Troitsky 1981. Gamasellus caucasicus ingår i släktet Gamasellus och familjen Ologamasidae. Inga underarter finns listade i Catalogue of Life.